# Близкородствено размножаване
Близкородственото размножаване е размножаване между близки роднини и се наблюдава както при растителните (близкородствено кръстосване), така и при животинските видове. Често за означаването му се използва англоезичният термин „инбридинг“. С увеличаване на неговата честота в поколенията се стига често пъти до намаляване на генетичното разнообразие. Съпътстващото увеличение на хомозиготността на рецесивните белези може с времето да доведе до близкородствена депресия(или инбридингова депресия). В поколението, резултат от близкородствено размножаване, може да се наблюдава влошено здравословно състояние, намалена приспособимост и намалена фертилност.
Скотовъдците често използват близкородственото размножаване с цел да „фиксират“ желани характеристики в една популация.
В селекцията на културните растения линиите, получени от близкородствено кръстосване, се използват като източници за създаване на хибридни линии с цел използване на хетерозисния ефект. Близкородственото кръстосване се наблюдава в природата при самоопрашване.
|  | Тази страница частично или изцяло представлява превод на страницата Inbreeding в Уикипедия на английски. Оригиналният текст, както и този превод, са защитени от Лиценза „Криейтив Комънс – Признание – Споделяне на споделеното“, а за съдържание, създадено преди юни 2009 година – от Лиценза за свободна документация на ГНУ. Прегледайте историята на редакциите на оригиналната страница, както и на преводната страница, за да видите списъка на съавторите. ВАЖНО: Този шаблон се отнася единствено до авторските права върху съдържанието на статията. Добавянето му не отменя изискването да се посочват конкретни източници на твърденията, които да бъдат благонадеждни. |